# Koncentrační tábor Flossenbürg
Koncentrační tábor Flossenbürg (německy: Das Konzentrationslager Flossenbürg) byl nacistickým koncentračním táborem zřízeným v květnu 1938 ve Flossenbürgu v Horní Falci (Bavorsko), poblíž hranic s Československem. Až do osvobození v dubnu 1945 prošlo táborem přibližně 100 000 vězňů, z nichž nejméně 30 000 zahynulo.

## Historie

### Před 2. světovou válkou
Flossenbürg založili nacisté jako tábor pro „antisociální“ (vesměs političtí oponenti) a „kriminální“ živly. Umístění tábora bylo vybráno tak, aby vězni mohli být využiti jako bezplatná pracovní síla pro nedaleké žulové lomy. Ty patřily firmě Deutschen Erd- und Steinwerken (DESt – Německé zemní a kamenické práce) vlastněné SS. Flossenbürg náležel do druhé generace nacistických táborů. Je jedním z prvních, v nichž byla uplatňována nová forma teroru pod heslem „Vernichtung durch Arbeit“ (likvidace prací). Vězňové zde museli velmi tvrdě pracovat, aniž by za to dostávali odpovídající stravu a zdravotní péči, přičemž za každý přestupek byli nelítostně trestáni.

### Za 2. světové války
Během 2. světové války pocházela většina vězňů poslaných do Flossenbürgu a jeho přibližně 100 pobočních táborů z Němci okupovaných východních zemí. Vězni byli ubytováni v 16 dřevěných barácích, krematorium leželo v údolí hned vedle tábora. Počet baráků se postupně zvyšoval. V září 1939 převedly jednotky SS 1 000 politických vězňů do Flossenbürgu z Dachau.
V letech 1941–1942 bylo do tábora dovezeno 1 500 polských zajatců, většinou členů polského hnutí odporu. V červenci 1941 stráže SS zastřelili 40 Poláků na střelnici mimo tábor. Do září 1941 esesmani popravili asi třetinu z těchto polských zajatců.
Koncem roku 1941 zde Němci popravili asi 1 000 sovětských válečných zajatců. Kvůli přílivu sovětských zajatců byl v táboře zřízen speciální vnitřní tábor. Jejich popravy sporadicky pokračovaly až do roku 1944. V táboře Mülsen St. Micheln, což byla pobočka Flossenbürgu, došlo 1. května 1944 k povstání vězňů. Ti zapálili své pryčny a zabili několik kápů. Stráže SS povstání potlačily, přičemž žádný z vězňů nepřežil. Část povstalců Němci převezli do Flossenbürgu, kde je později popravili.
V únoru 1943 žilo v hlavním táboře Flossenbürg přes 4 000 vězňů. Více než polovina z tohoto počtu byli političtí vězni – Sověti, Češi, Nizozemci a Němci. Téměř 800 dalších byli němečtí kriminálníci, více než 100 homosexuálů a 7 Jehovistů. V průběhu války vzrůstala potřeba nucené práce pro potřeby Třetí říše. Výsledkem bylo zřízení mnoha pobočních táborů (Němci je nazývali Außenlager), které patřily pod Flossenbürg. Celkem jich vzniklo asi 100 a nacházely se hlavně v jižním Německu a na západě bývalého Československa (včetně například zámku Jezeří, kde byl vězněn také Pierre de Gaulle, bratr pozdějšího prezidenta Francie Charlese de Gaulla).

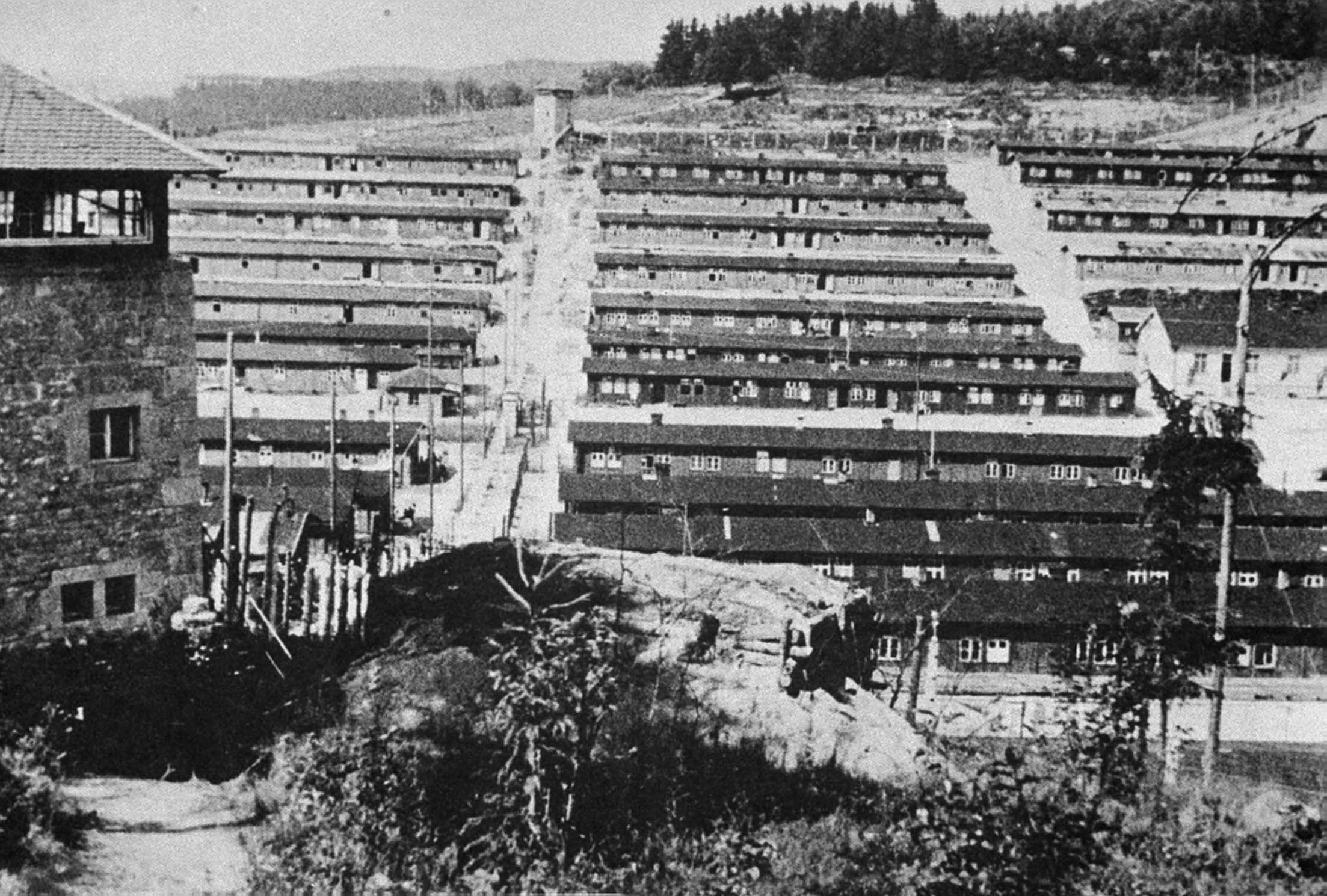
Pohled na tábor v dubnu 1945, krátce po osvobození

Od 1. září 1944 se tábor stal výcvikovým centrem pro obrovské množství ženských strážných (Aufseherinnen), které se rekrutovaly většinou z továrních dělnic v Německu a Polsku. Bylo vycvičeno přes 500 žen, které pak sloužily v pobočných táborech Dresden Ilke Werke, Freiberg, Helmbrechts, Holleischen (Holýšov), Leitmeritz (Litoměřice), Mehltheuer, Neustadt (u Koburgu), Nürnberg-Siemens, Oederan, Zwodau (Svatava u Sokolova) a dalších.
V roce 1945 zahrnoval táborový systém Flossenbürgu a jeho pobočných táborů na 40 000 vězňů, z čehož bylo téměř 11 000 žen. Vězni pracovali především ve zbrojním průmyslu a v lomech. Stejně jako vězni v ostatních nacistických táborech trpěli podvýživou, nemocemi, přepracováním a krutým zacházením.

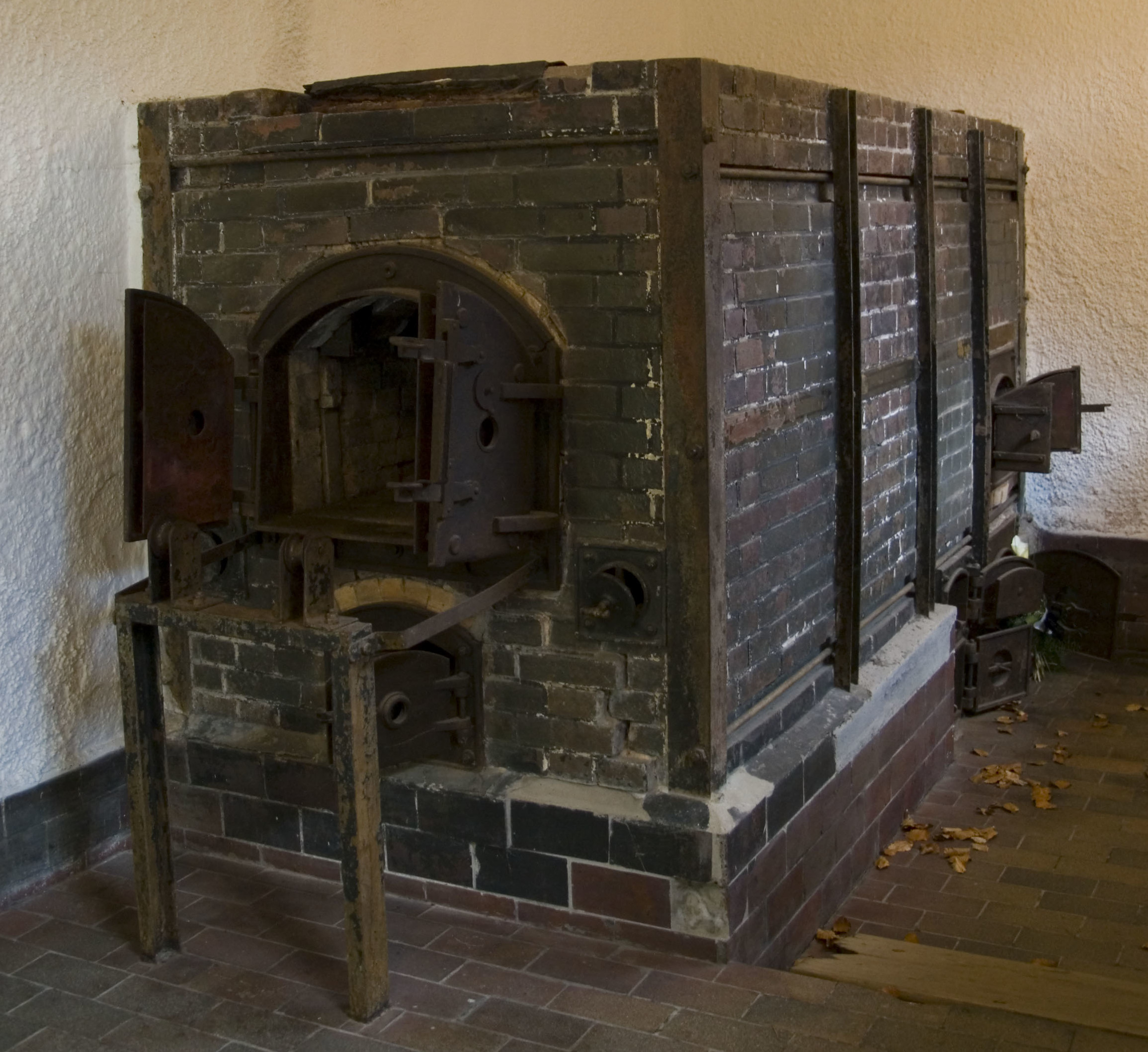
Krematorium

Odhaduje se, že mezi dubnem 1944 a dubnem 1945 bylo zabito více než 1 500 vězňů. Došlo k instalaci 6 nových šibenic. Koncem války přesáhl počet mrtvých kapacitu krematoria. Výsledkem bylo, že esesmani začali těla házet na hromadu, kterou poté polili benzínem a zapálili. Vězni odsouzení na smrt byli drženi o hladu a samotě v tmavé kobce zvané „bunkr“ předtím, než byli popraveni.

### Denní režim
Léto
- 4:00 hod. budíček
- 5:15 hod. nástup s počítáním
- 6:00–12:00 hod. práce
- 12:00–13:00 hod. oběd
- 13:00–18:30 hod. práce
- 19:00 hod. večerní nástup s počítáním (trval asi 1 hodinu)
- 20:45 hod. „Všichni v barácích“
- 21:00 hod. „Všichni v postelích“ (světla zhasnuta)

Zima
- 5:00 hod. budíček
- Práce – od rozednění do setmění

### Významní vězni
- Jack Agazarian, britský agent Secret Intelligence Service.
- Dietrich Bonhoeffer, německý luteránský pastor a teolog.
- Wilhelm Canaris, velitel zpravodajské služby Abwehr v letech 1935–1944. Popraven 9. dubna 1945.
- Filip, lankrabě hesenský, pravnuk královny Viktorie, guvernér Hesenska-Kasselu, člen NSDAP. Později od strany odpadl, Hitler měl navíc podezření, že lankrabě má podíl na pádu Mussoliniho. Uvězněn v táboře v září 1943. Věznění přežil a zemřel v roce 1980.
- Ján Golian a Rudolf Viest, slovenští generálové a velitelé Slovenského národního povstání. Zřejmě popraveni v táboře.
- Jaromír Hirschau (v roce 1945 si změnil jméno na Horák) – domažlický muzikant, zpěvák lidových písní.
- Andrij Juščenko, otec bývalého ukrajinského prezidenta Viktora Juščenka.
- Václav Hošek, československý olympionik. Zastřelen při pokusu o útěk.
- Záviš Kalandra, český historik a novinář.[1]
- Dmitrij Karbyšev, generál Rudé armády v letech 1943–1944.
- Jan Kefer, český astrolog, hermetik a publicista.
- Ferdinand Knobloch, český psychiatr
- Ignacy Oziewicz, první velitel polské odbojové armády Narodowe Sily Zbrojne.
- Hjalmar Schacht, říšský ministr hospodářství (1934–1937), prezident říšské banky (1924–1930; 1933–1939).
- Kurt Schumacher, budoucí hlava německé sociální demokracie SPD.
- Kurt von Schuschnigg a jeho žena, rakouský politik.
- Vladimír Škacha, československý voják, příslušník výsadku Silver B.
- Václav Kozák, československý voják a legionář, pomáhal v Brně ukrývat výsadek Silver B. Popraven 28. února 1945.
- Václav Valek JUDr., český právník a člen Sokola.
- Václav Valek ml., student právnické fakulty v Praze.
- Marcel Verfaillie, francouzský komunista a člen protinacistického odboje. Popraven v táboře.
- Jan Francl, ředitel gymnázia Benešov

### Pochod smrti a osvobození

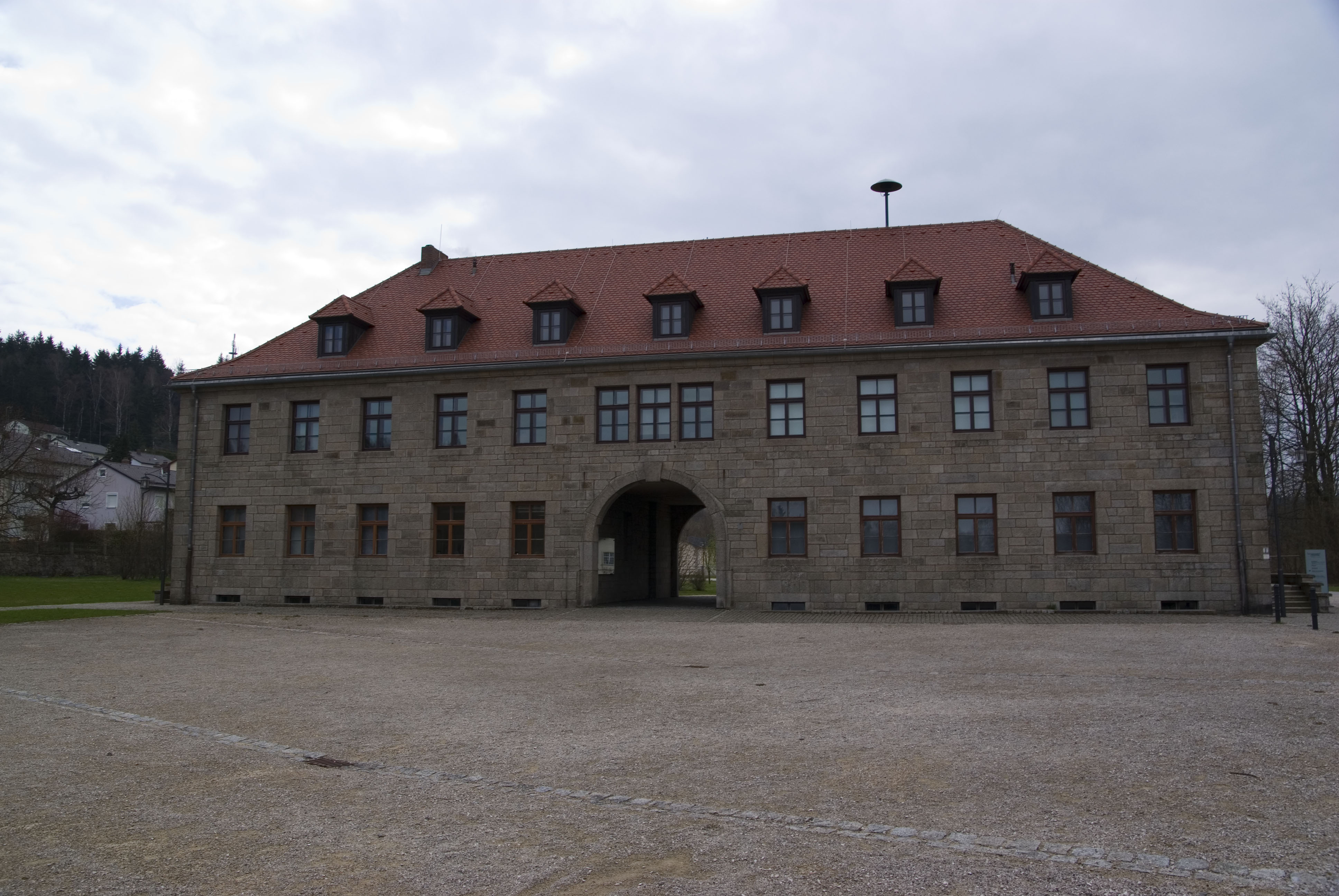
Současná podoba budovy velitelství tábora

Začátkem dubna 1945, když se americké jednotky začaly blížit k táboru, popravili nacisté skupinu lidí, kteří byli zapleteni do atentátu na Hitlera v červenci 1944. Jednalo se o generála Hanse Ostera, admirála Wilhelma Canarise, rev. Dr. Dietricha Bonhoeffera, Dr. Karla Sacka, Dr. Theodora Strüncka a generála Friedricha von Rabenau. Spolu s nimi byl zabit francouzský odbojář Simone Michel-Lévy, který v táboře organizoval povstání. 20. dubna 1945 začala násilná evakuace 22 000 vězňů. V táboře byli ponecháni jen ti velmi slabí. Cílem pochodu smrti byl lágr Dachau. Předtím, než vězni dosáhli svého cíle, jich více než 7 000 zemřelo vysílením nebo je zastřelily stráže SS. V druhé polovině dubna 1945 byl vypraven transport 2 500 až 3 000 vězňů do koncentračního tábora Mauthausen, dne 21. dubna dorazil transport do Horní Břízy, kde i přes pomoc místních občanů zemřelo 35 vězňů hlady.
Než americká armáda tábor 23. dubna 1945 osvobodila, zahynulo ve Flossenbürgu více než 30 000 vězňů. Vojáci jednotek 90. a 97. pěší divize našli v táborových barácích asi 1 600 nemocných a slabých vězňů.

### Velitelé tábora
- SS-Sturmbannführer Jacob Weiserborn – květen 1938 – leden 1939.
- SS-Obersturmbannführer Karl Kunstler – leden 1939 – červenec 1942.
- SS-Hauptsturmführer Karl Fritzsch – červenec 1942 – září 1942.
- SS-Sturmbannführer Egon Zill – září 1942 – duben 1943.
- SS-Sturmbannführer Max Kögel – duben 1943 – duben 1945.

### Poválečný soudní proces
Soud se zločinci z Flossenbürgu začal v Dachau 12. června 1946 a skončil 22. ledna 1947. 46 (někdy se udává 52) bývalých „zaměstnanců“ tábora bylo americkým vojenským soudem obžalováno ze zločinů vraždy, mučení a hladovění vězňů. 40 bylo shledáno vinnými: 15 z nich bylo odsouzeno k smrti, 11 dostalo doživotí a 14 obdrželo trest od 1 roku do 30 let vězení.

## Současnost
22. července 2007 bylo ve Flossenbürgu otevřeno muzeum holokaustu. Ceremonii navštívilo 84 bývalých vězňů tábora a prezident Ukrajiny Viktor Juščenko, jehož otec byl v táboře 5 měsíců vězněn.

## Flossenbürg v literatuře
Koncentrační tábor Flossenbürg hraje důležitou úlohu ve slavném autobiografickém románu Dva dopisy Pospischielovi německého spisovatele Max von der Grüna.

## Flossenbürg ve filmu
Koncentrační tábor Flossenbürg, pochody smrti na konci války a neoznačené masové hroby vězňů z těchto pochodů popisuje německý film Tichý les (Schweigend steht der Wald) z roku 2022.